# Lleó de Bienservida
El conegut com Lleó de Bienservida (també Lleó d'Huerta Bayonas) és una escultura zoomorfa ibèrica trobada l'any 1893, de manera accidental, en el paratge d'Huerta Bayonas, a Villarrodrigo (Jaén) i traslladada a la contigua població albacetenya de Bienservida, de la qual rep el nom.

## Circumstàncies de la seva troballa
La peça va ser trobada per uns camperols durant unes tasques agrícoles i va resultar mutilada. Aquests treballadors van comunicar la troballa a don Antonio Pretel, amo de la finca d'Huerta Bayonas, contigua al final de Bienservida, i aquest la va portar al seu domicili particular, en aquesta població, per ser custodiada. Cap a l'any 1941 va ser donada al Museu Arqueològic d'Albacete on avui està dipositada.

## Característiques
Com en altres escultures iberes, cal ressaltar el seu caràcter psicopomp i apotropaic, és a dir, de conductor de l'ànima i defensor del difunt i la seva memòria, propi del simbolisme oriental. No obstant això, és molt notable l'existència, sota les potes del lleó, d'un cap humà tallat, ja que el culte al crani, derivat de la temàtica del cap trofeu, sol ser més comú en ambients cèltics.